# Richebourg, Yvelines
Richebourg este o comună în Franța, situată în departamentul Yvelines din regiunea Île-de-France.

## Geografie

### Locație
Richebourg este o comună franceză din Île-de-France, situată în vestul departamentului Yvelines, la 20 km sud de Mantes-la-Jolie și 35 km vest de Versailles.
Constituind un teritoriu de 1,05 hectare, este o comună esențialmente rurală, parte a regiunii naturale și agricole Drouais, fără relief pronunțat, cu o ușoară pantă către sud, la aproximativ 140 de metri altitudine.

### Hidrografie

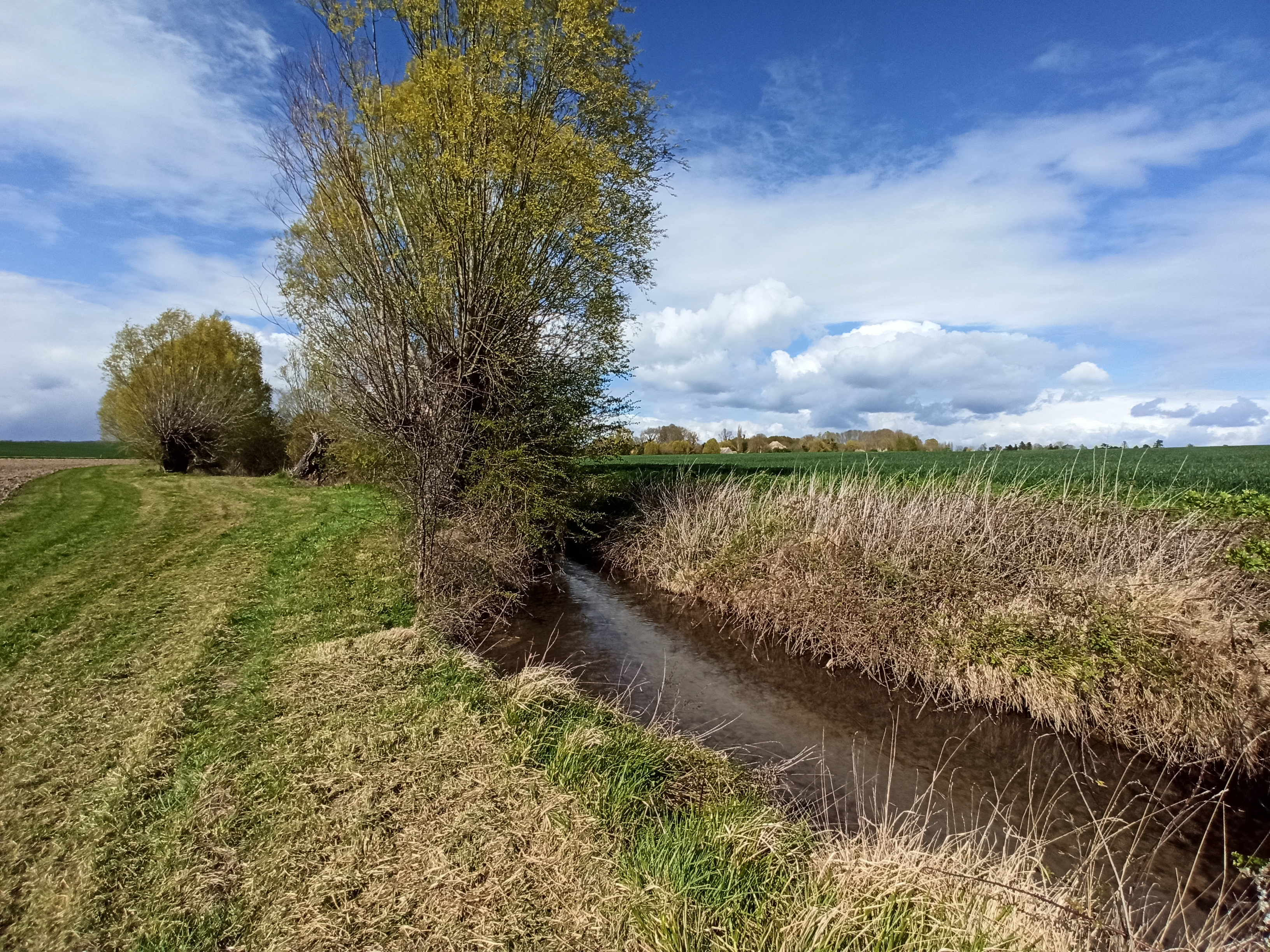
Richebourg, pârâul Sausseron.

Un pârâu, Sausseron, afluent al Vesgre, își are originea la sud de sat.
Apeductul Avre traversează comuna pe direcția sud-vest - nord-est, trecând foarte aproape de centrul satului.

### Comune limitrofe
| Civry-la-Forêt | Orvilliers | Prunay-le-Temple |
| Gressey        |            | Tacoignières     |
| Houdan         | Maulette   | Bazainville      |

### Transport si comunicatii

#### Rețeaua de drumuri
Comuna este deservită în principal de drumul departamental 983, care leagă Gisors și Mantes-la-Jolie de Houdan și Nogent-le-Roi. Drumul departamental a fost deviat în 2015.

#### Serviciul feroviar

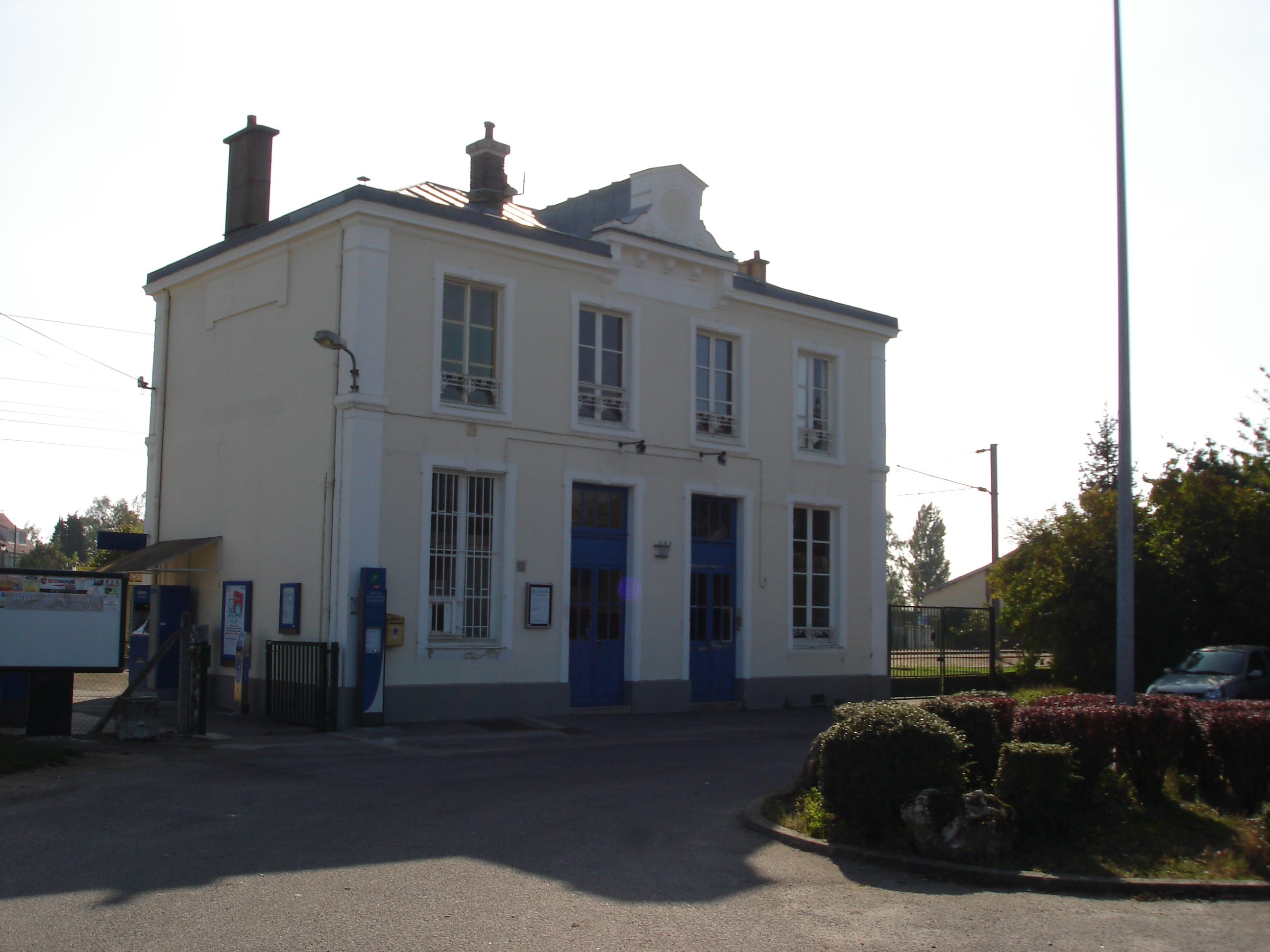
Gare Tacoignières - Richebourg.

Linia feroviară Saint-Cyr - Surdon trece prin teritoriul comunei. Gara feroviară cea mai apropiată este gara Tacoignières - Richebourg, care se află la 2,5 km de sat, pe teritoriul comunei Tacoignières.

#### Transport în comun
Comuna este deservită de liniile 38, 48, Express 60 și Express 67 ale rețelei de autobuze Centre et Sud Yvelines.

#### Traseu de drumeții
Comuna este traversată de un traseu de mare drumeție, GR 22.

### Clima
În 2010, clima din comună era de tip oceanic al câmpiilor din Centru și de Nord, conform unui studiu a CNRS care se baza pe o serie de date care acoperă perioada 1971-2000. În 2020, Météo-France a publicat o tipologie a climei din Franța metropolitană în care comuna este expusă la un climat oceanic și se încadrează în regiunea climatică sud-vestică a bazinului parizian, caracterizată prin precipitații scăzute, în special în primăvară (120 până la 150 mm) și un iarnă rece (3,5 °C).
Pentru perioada 1971-2000, temperatura medie anuală este de 10,6 °C, cu o amplitudine termică anuală de 14,1 °C. Cantitatea medie anuală de precipitații este de 680 mm, cu 10,8 zile de precipitații în ianuarie și 8,2 zile în iulie. Pentru perioada 1991-2020, temperatura medie anuală observată la stația meteorologică situată în comuna Bû la 11 km distanță în linie dreaptă, este de 11,4 °C, iar cantitatea medie anuală de precipitații este de 633,2 mm. Pentru viitor, parametrii climatici estimati pentru comună pentru anul 2050, conform diferitelor scenarii de emisii de gaze cu efect de seră, pot fi consultati pe un site dedicat publicat de Météo-France în noiembrie 2022.

## Urbanism

### Tipologie
Richebourg este o comună rurală, deoarece face parte din comunele puțin sau foarte puțin dense, conform grilei comunale de densitate a INSEE (Institutul Național de Statistică și Studii Economice).
De asemenea, comuna face parte din zona metropolitană a Parisului, fiind o comună din coroana metropolitană. Această zonă cuprinde 1.929 de comune.

### Utilizare simplificată a terenului
Teritoriul comunei era compus în 2017 din 87,19% spații agricole, forestiere și naturale, 3,54% spații deschise artificiale și 9,27% spații construite.
Teritoriul este în special dedicat agriculturii (cultura de cereale), aproximativ 10% din suprafața sa este împădurită (pădurea Richebourg) spre nord-vest. Locuințele individuale sunt grupate în principal în centrul comunei, în satul principal și în cătunul Saulx-Richebourg.

## Toponimie
Numele localității este atestat sub formele Durocassio pe o monedă celtică din perioada sfârșitului Epocii Fierului, Ricmari villa în secolul al XI-lea, Richeri villa, Richeborch.
Din vechiul francic *riki („puternic”). Sensul de „puternic” este încă în uz în primele texte franceze; cel de „care posedă bunuri” pare să fie atestat doar în jurul anului 1265. Cu sensul de „sat bogat”. Richebourg poate fi, de asemenea, derivat din numele persoanei germanice feminine Rice (Ricburgis).
Adjectivul „riche” se regăsește, de asemenea, în toponime precum Richeville (Eure) sau Richemont (Seine-Maritime).

## Istorie
- Locuit încă din epoca preistorică. Un incintă a fost identificată prin prospecție aeriană în câmpurile cultivate.
- O așezare galo-romană a fost, de asemenea, descoperită în locul numit Pièce du Fient. Aceasta a fost subiectul mai multor sondaje realizate de clubul de istorie și arheologie din Richebourg (1987-1993) și apoi a unei campanii de săpături pluri-anuale desfășurate de serviciul arheologic din Yvelines (1994-1998).
- Domeniul feudal a fost proprietatea seniorilor din Richebourg, vasali ai conților de Montfort-l'Amaury, din 1100 până în 1468, apoi a trecut în mâinile diverselor familii nobile: Sabrevois până în 1635, Beaulieu, Cossé-Brissac până în 1831.

Comuna se numea Saulx-et-Richebourg până în 1800. Două căi antice traversează teritoriul său.

### Memoriale
Trei monumente comemorative au fost amplasate în comună. Primul a fost ridicat în memoria combatanților din Primul Război Mondial (1914-1918) de-a lungul drumului Mantes, în inima satului. Două plăci au fost, de asemenea, amplasate lângă sala polivalentă Édith-Piaf, în memoria combatanților din Africa de Nord în timpul Războiului din Algeria între 1954 și 1962 și în memoria combatanților din Primul Război din Indochina între 1946 și 1954. Aceste două monumente au fost mutate în incinta monumentului dedicat eroilor în 2010.

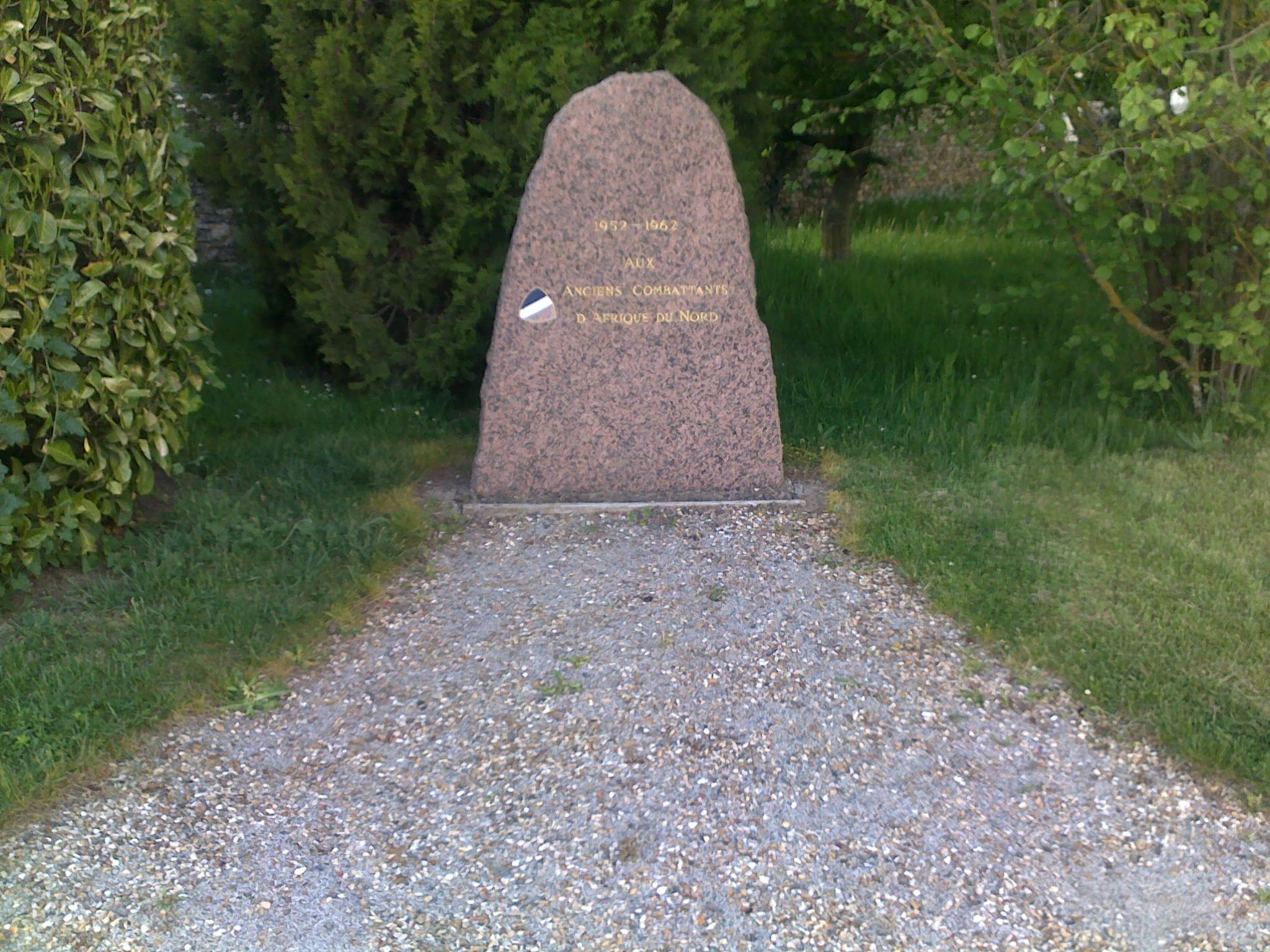
Placă comemorativă pentru războiul din Algeria.
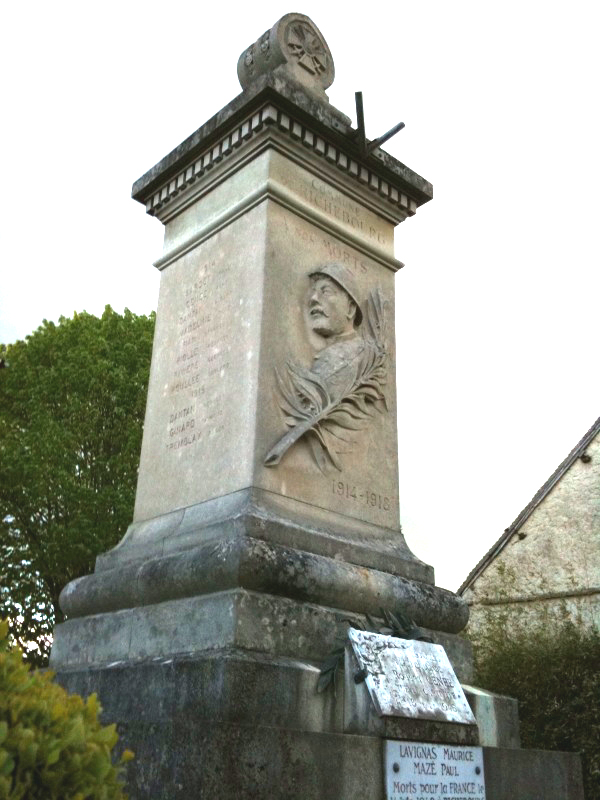
Memorialul Primului Război Mondial.
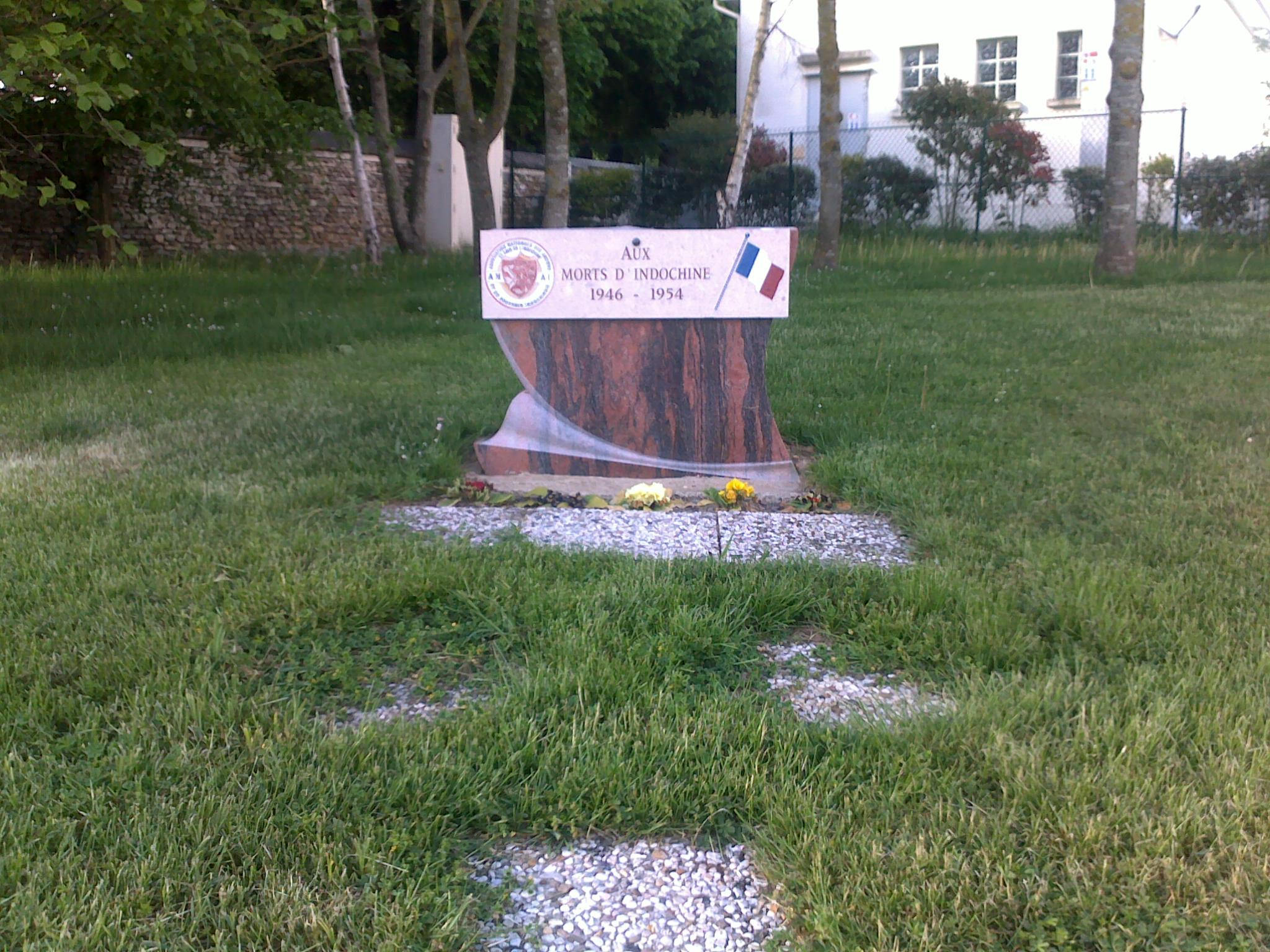
Placă comemorativă a Primului Război din Indochina.

### Organe administrative și judiciare
Comuna Richebourg aparține cantonului Bonnières-sur-Seine și este atașată comunității de comune din ținutul Houdan.
Din punct de vedere electoral, comuna este atașată celei de-a noua circumscripții a departamentului Yvelines, o circumscripție cu predominanță rurală situată în nord-vestul departamentului Yvelines.
Pe plan judiciar, Richebourg face parte din jurisdicția instanței din Mantes-la-Jolie și, ca toate comunele din Yvelines, se supune tribunalului judiciar și tribunalului comercial din Versailles.

### Date demografice

#### Evoluția demografică
Evoluția numărului de locuitori este cunoscută prin recensămintele populației efectuate în comună începând din 1793. Pentru comunele cu mai puțin de 10 000 de locuitori, un recensământ al întregii populații este realizat la fiecare cinci ani, populațiile legale pentru anii intermediari fiind estimate prin interpolare sau extrapolare. Pentru comună, primul recensământ exhaustiv în cadrul noului dispozitiv a fost realizat în 2006.
În 2021, comuna număra 1568 locuitori, în creștere cu 4,26% față de 2015 (Yvelines: +2,04%, Franța fără Mayotte: +1,84%).
| An        | 1793 | 1821 | 1841 | 1856 | 1872 | 1886 | 1901 | 1921 | 1936 | 1962 | 1982 | 2006 | 2016 | 2021 |
| --------- | ---- | ---- | ---- | ---- | ---- | ---- | ---- | ---- | ---- | ---- | ---- | ---- | ---- | ---- |
| Populație | 455  | 437  | 543  | 561  | 579  | 499  | 494  | 406  | 376  | 361  | 755  | 1429 | 1460 | 1568 |

#### Piramida vârstei
În 2018, rata persoanelor cu vârsta sub 30 de ani era de 33%, sub media departamentală de 38%. În schimb, rata persoanelor cu vârsta peste 60 de ani era de 22,0% în același an, în timp ce la nivel departamental era de 21,7%.
În 2018, comuna avea 723 de bărbați și 731 de femei, ceea ce reprezintă un procent de 50,28% femei, ușor sub rata departamentală de 51,32%.

### Învățământ
Satul dispune de o școală primară și o grădiniță publică, care funcționează pe principiul săptămânii de patru zile.
Este disponibilă o îngrijire peri și post-școlară pentru copiii cu vârste cuprinse între trei și șaisprezece ani, precum și un centru de agrement care primește aceeași categorie de vârstă în zilele de miercuri și în perioadele de vacanță școlară. O cantină este, de asemenea, pusă la dispoziția elevilor.
O bibliotecă este, de asemenea, disponibilă lângă primărie.

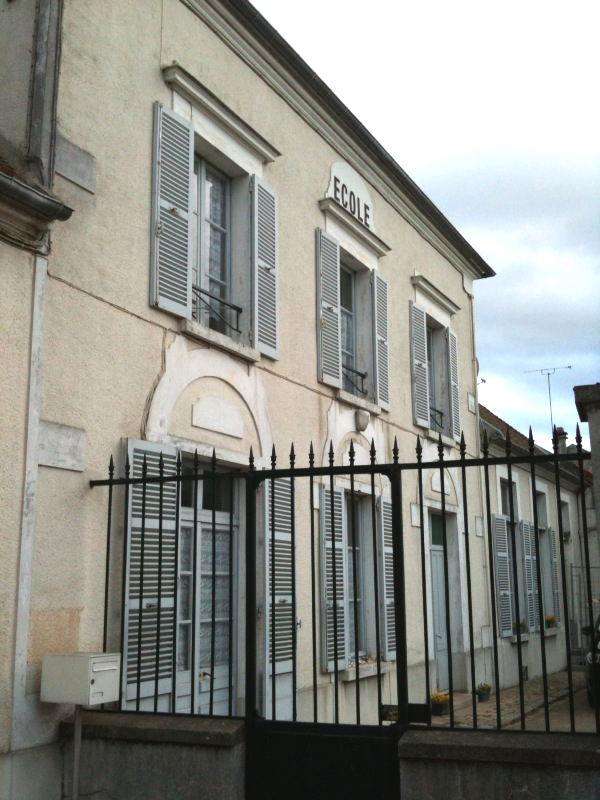
Școala.
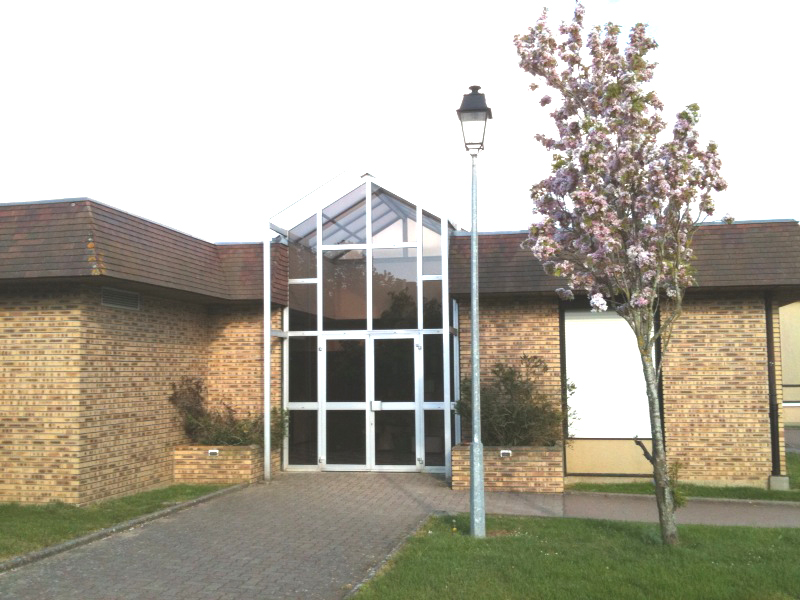
Sala Polivalentă Édith-Piaf.
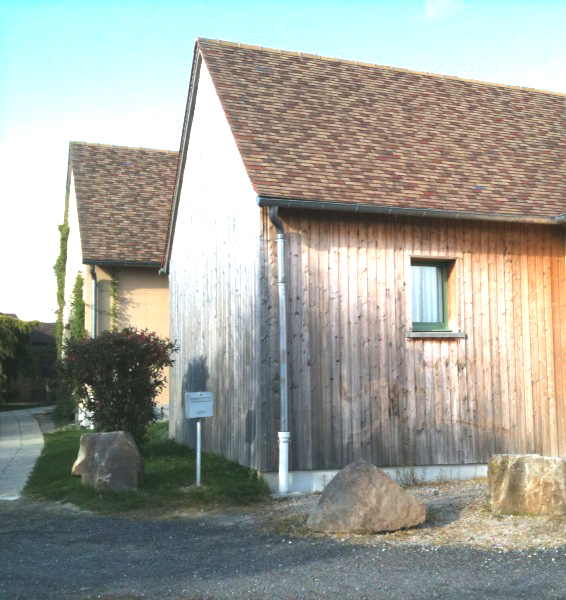
Centru de recreere.

### Sport

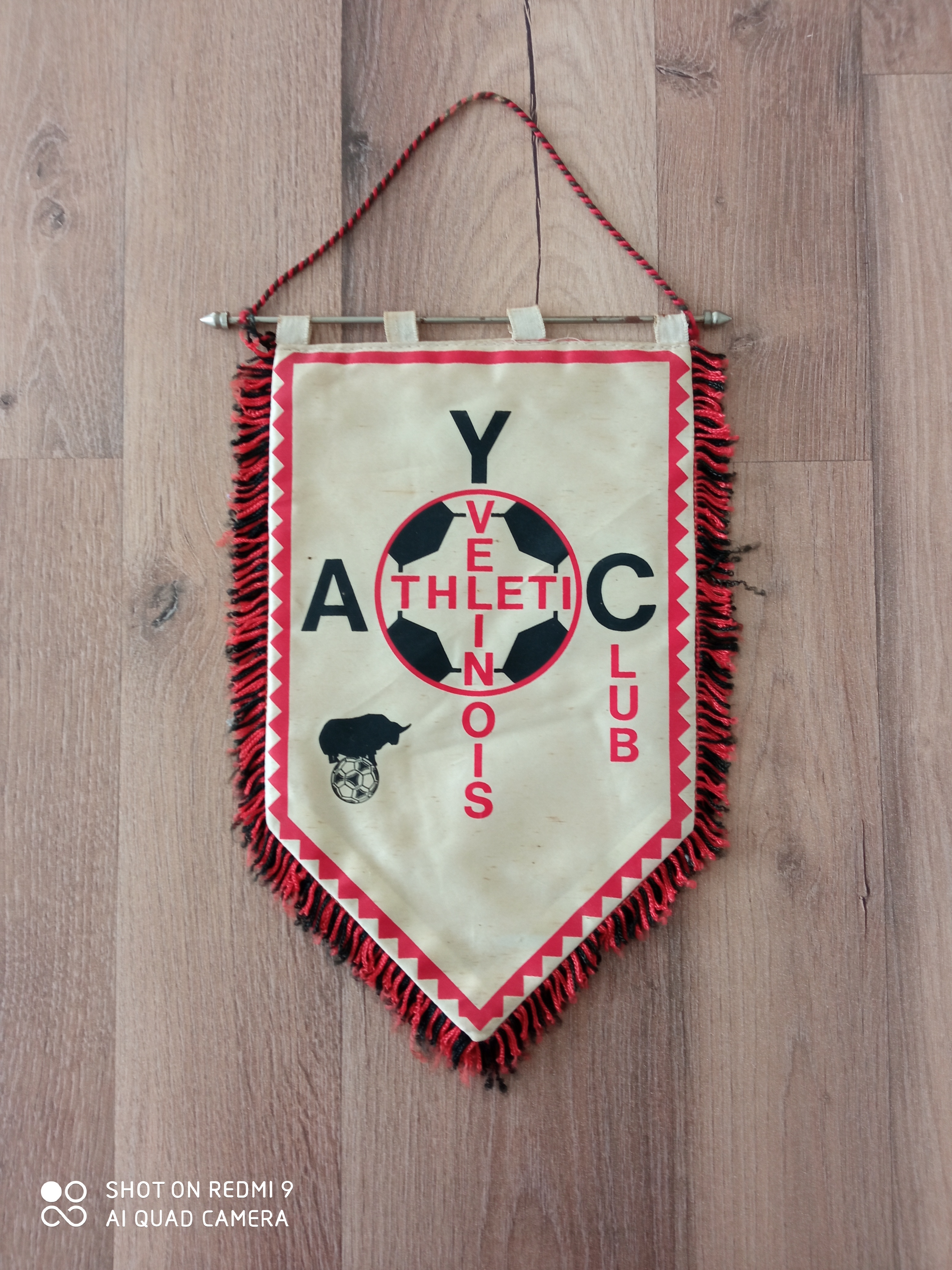
Fanion al clubului Yvelinois Athlétique (după fuziunea dintre US Richebourg-Tacoignières și US Houdanaise).

Fotbal: La ieșirea din sat, pe drumul spre Tacoignières, se află stadionul din Richebourg (stadionul Paul-Michel), care este unul dintre stadioanele ocupate de FCRH, fondat în 1993 în urma unei fuziuni între Yvelinois Athlétique Club (echipa locală) și AS Orgerus.
Anterior, US Richebourg-Tacoignières era echipa locală, dar în 1985 a fuzionat cu US Houdanaise pentru a deveni Yvelinois Athlétique Club.
Acest stadion a fost construit datorită donației unui teren oferit de domnul Paul Michel comunei Richebourg. Culorile oficiale ale echipei US Richebourg-Tacoignières erau alb și roșu, iar echipamentul era furnizat de "le coq sportif". FCRH evoluează în liga Paris Île-de-France, într-un campionat de nivel departamental (district), și cuprinde astăzi aproximativ cincizeci de comune. Culorile oficiale ale clubului sunt negru și roșu.
Acest club deține, de asemenea, o secție de futsal care evoluează pe parchetul sălilor de sport din Orgerus și Houdan.
Asociații sportive: Diverse activități sportive sunt oferite la sala de festivități Édith-Piaf, cum ar fi artele marțiale și gimnastica.

## Cultura și patrimoniul local

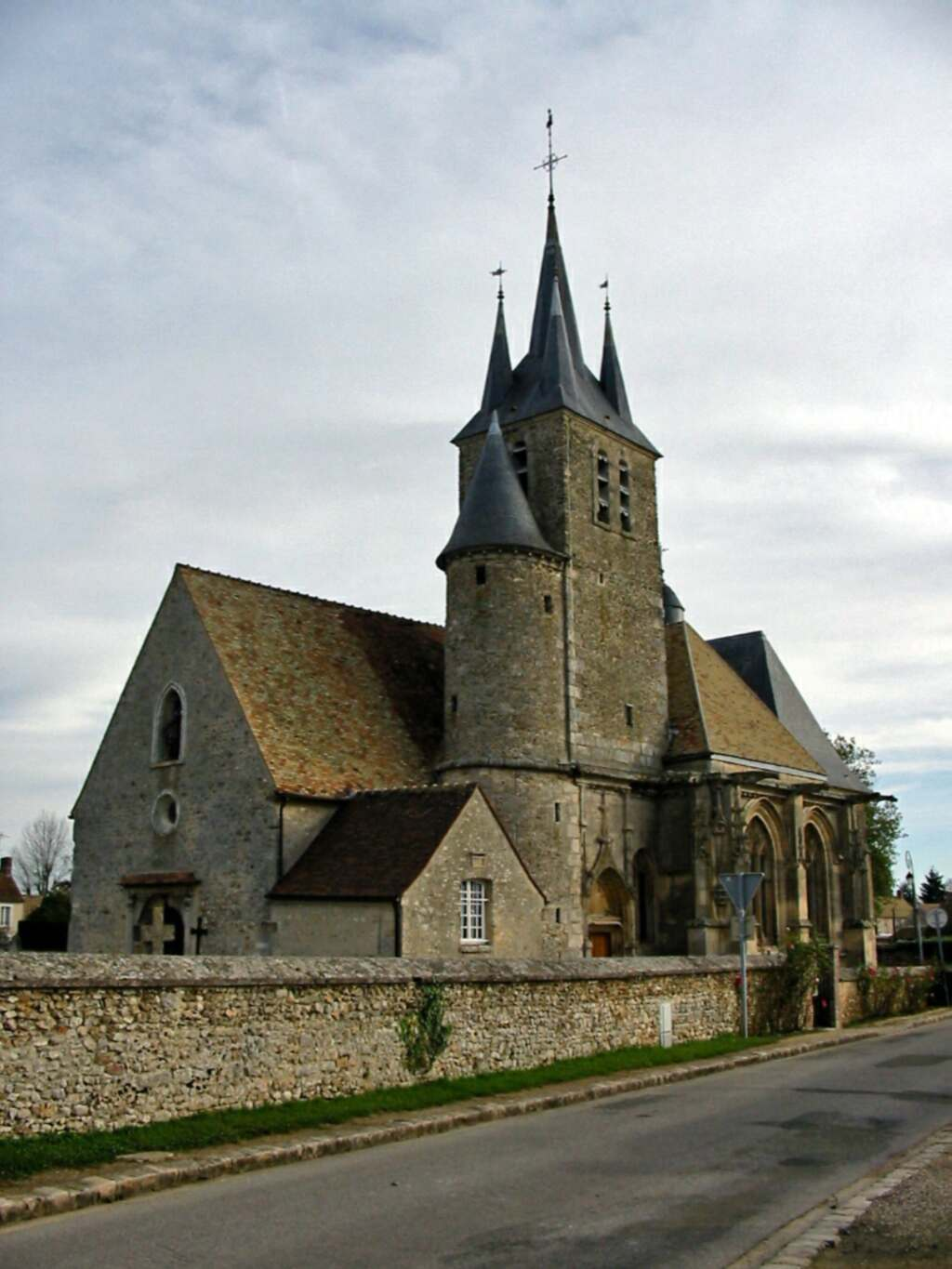
Biserica Saint-Georges.

### Locuri si monumente
- Biserica Saint-Georges: biserică în stil gotic flamboyant, din secolele XVI și XVIII, clasată ca monument istoric.
- Castelul Richebourg: construit între 1522 și 1537 pe locul unui castel feudal. În 1709, a fost extins cu două aripi. În 1976, a fost achiziționat de fundația Mallet, care l-a transformat într-un centru medical și de cazare pentru persoanele cu dizabilități.
- Villa de la Pièce du Fient: Vestigiile unei vile romane aparținând unui nobil galic, datând din secolul I î.Hr. și abandonată în secolul III. Situl de douăsprezece până la treisprezece hectare, descoperit în 1978, a fost excavat între 1994 și 1998 de serviciul arheologic din Yvelines. Aici se găsesc urmele unei prime vile, înlocuită ulterior de o reședință mai impunătoare, complet construită din piatră, cu toate facilitățile, înconjurată de o grădină, clădiri utilitare și mici temple. În fața vilei, un hambar fortificat indică faptul că proprietarul era, de asemenea, un colector de taxe[39].
- Spălătoria Lavandières: situate pe chemin des Lavandières și rue de la Croix-de-Saulx.
- Ferma fortificată de la Troche: datând din secolul al XVI-lea.
- Enclos de La Sablonnière: Unul dintre siturile neolitice identificate pe teritoriul comunei în 1966 datorită fotografiilor aeriene. Probabil o fermă de la sfârșitul Epocii Fierului.

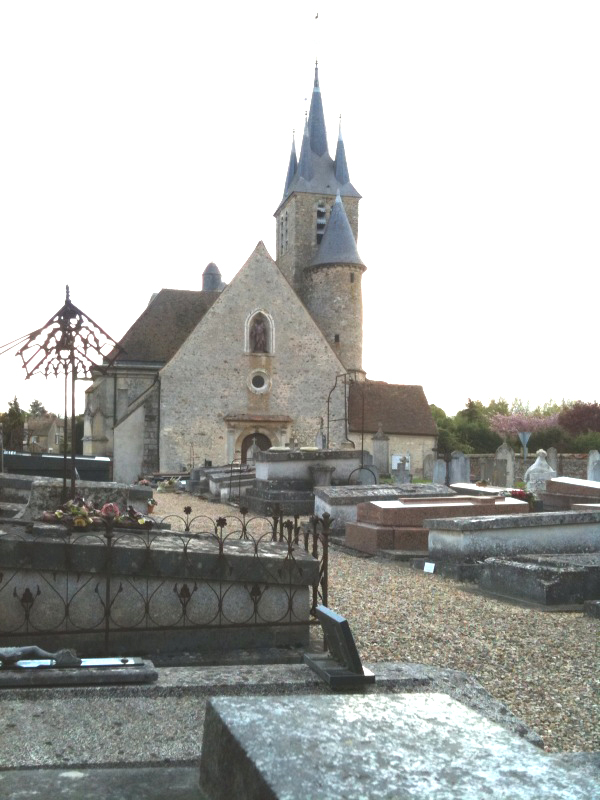
Cimitirul Bisericii
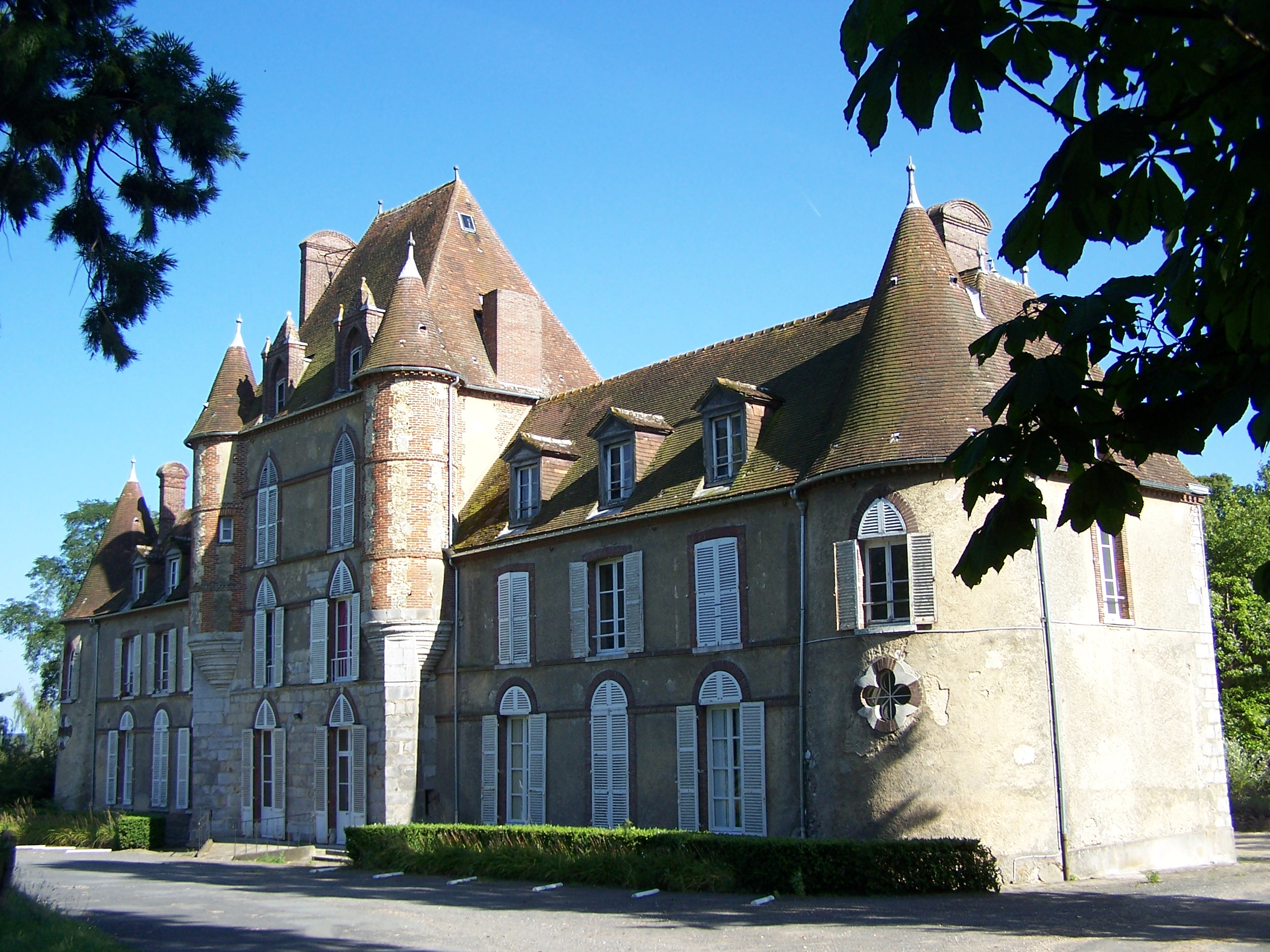
Castelul
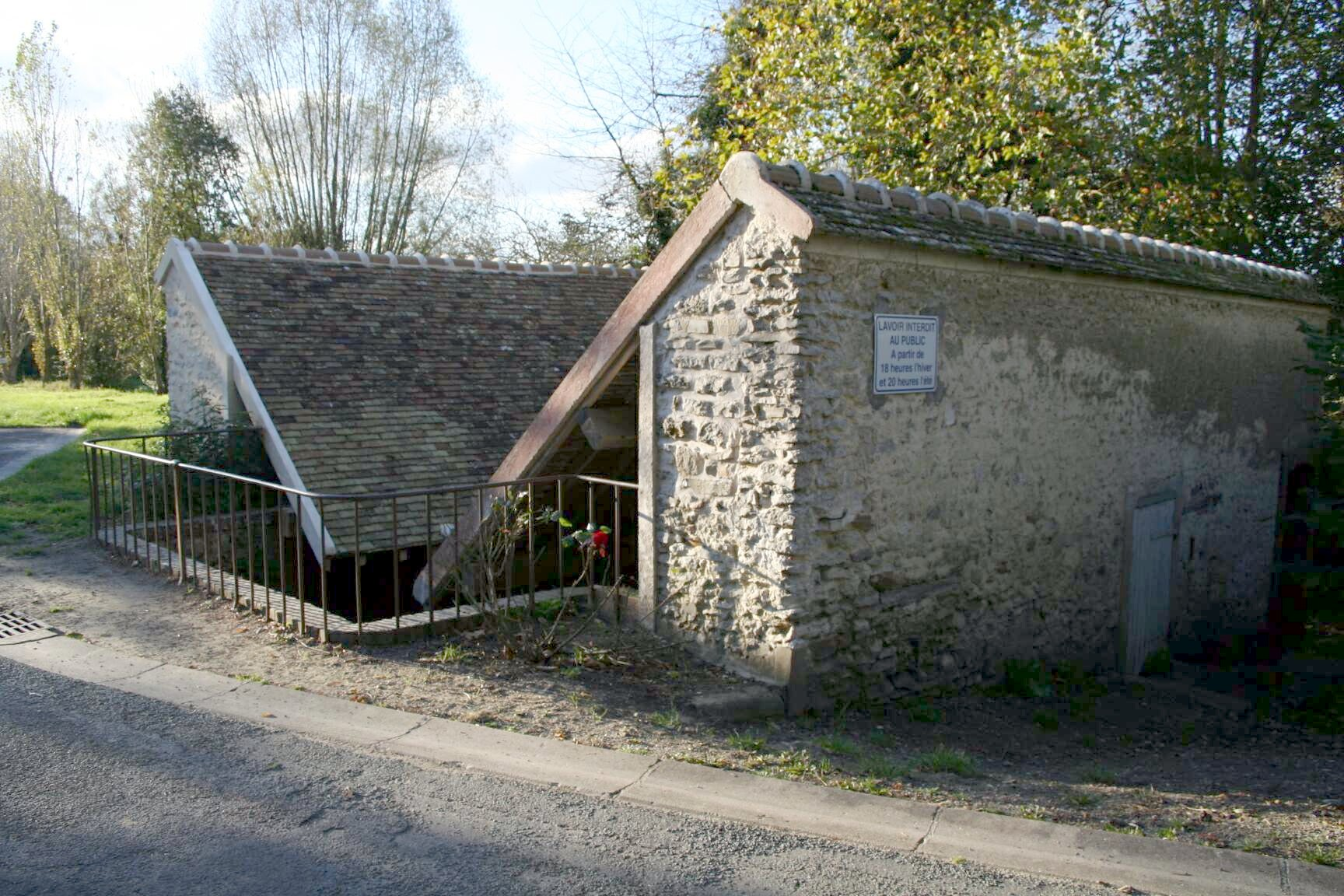
Spălătoria Lavandières.

### Personalități
- Édith Piaf (1915-1963) a venit la Richebourg pentru convalescență la Lou Barrier, impresarul ei, și, de asemenea, a dat numele său sălii polivalente.

### Heraldică
|  | Richebourg - Pe fond roșu, trei chevronuri de aur. |